# À bas le sergent Skinner
 (août 2022).
Si vous disposez d'ouvrages ou d'articles de référence ou si vous connaissez des sites web de qualité traitant du thème abordé ici, merci de compléter l'article en donnant les références utiles à sa vérifiabilité et en les liant à la section « Notes et références ».
À bas le sergent Skinner (France) ou La Tempête du siècle (Québec) (Skinner's Sense of Snow) est le 8e épisode de la saison 12 de la série télévisée d'animation Les Simpson.

## Synopsis
Alors que Homer regarde le foot à la télé, Marge et Lisa l’emmènent au cirque.
Une tempête de neige s'abat sur Springfield. La ville est paralysée. Personne ne travaille. Or, pour ce dernier jour de classe avant les vacances, Skinner a décidé de maintenir l'école ouverte. Les enfants enragent, surtout lorsqu'ils comprennent que la neige les empêche maintenant de sortir de l'établissement...